# Sangala glaucata
Sangala glaucata là một loài bướm đêm trong họ Geometridae.